# سيدريك تيوشيرت
سيدريك تيوشيرت (بالألمانية: Cedric Teuchert) (14 يناير 1997 بكوبورغ في ألمانيا - ) هو لاعب كرة قدم ألماني في مركز الهجوم. شارك مع منتخب ألمانيا الوطني لكرة القدم تحت 15 سنة ‏.

## روابط خارجية
- سيدريك تيوشيرت على موقع الدوري الأمريكي (الإنجليزية)
- سيدريك تيوشيرت على موقع قاعدة بيانات كرة القدم.إي يو (الإنجليزية)
- سيدريك تيوشيرت على موقع Soccerway.com (الإنجليزية)
- سيدريك تيوشيرت على موقع عالم كرة القدم.نت (الإنجليزية)
- سيدريك تيوشيرت على موقع أوليمبيديا (الإنجليزية)
- سيدريك تيوشيرت على موقع اللجنة الأولمبية الألمانية (الألمانية)